# V bomber
O termo V bomber foi usado pela Força Aérea Real durante os anos 50 e 60 para designar o conjunto de bombardeiros nucleares estratégicos oficialmente conhecidos por V-force ou Bomber Command Main Force. Os bombardeiros estratégicos, cujos nomes começavam todos por "V" e que pertenciam todos à "Classe V", eram o Vickers Valiant (entrou em serviço em 1955), o Avro Vulcan (entrou em serviço em 1956) e o Handley Page Victor (entrou sem serviço em 1958). Esta força atingiu o seu pico em Junho de 1964, quando era composta por 50 Valiants, 70 Vulcans e 39 Victors, todos em estado de prontidão.
Quando se tornou claro que a União Soviética tinha capacidade de usar misseis terra-ar para abater aeronaves em grande altitude, os V bomber mudaram a sua táctica de combate e começaram a voar mais baixo. Como resultado, os Valiants foram dispensados do serviço depois de se encontrarem problemas de fatiga nas suas asas; um plano para construir uma variante do Valiant que voasse a baixa altitude não conseguiu sair do papel.
Nos anos 60, pretendia-se que os V bomber carregassem consigo misseis balísticos GAM-87 Skybolt, renovando o seu potencial estratégico devido à baixa viabilidade do propósito das suas operações já estarem ultrapassadas em termos de tácticas da Guerra Fria; contudo, o Skybolt foi cancelado pelos Estados Unidos, o que fez com que a Royal Navy (Marinha Real Britânica) fosse a único ramo das forças armadas britânicas capaz de usar armas nucleares de valor estratégico, usando misseis balísticos intercontinentais UGM-27 a partir de submarinos.
Deixando de ser estrategicamente viáveis e havendo uma forma mais eficiente de desferir ataques com misseis nucleares, e ultrapassados por aeronaves como o SEPECAT Jaguar e o Panavia Tornado, que conseguiam carregar armas nucleares semelhantes, o Avro Vulcan é o mais lembrado dos V bomber não pela sua capacidade nuclear estratégica, mas por um ataque de longo alcance que à época foi considerado quase impossível de se conceber, descolando de uma base no Reino Unido e voando até às ilhas Malvinas desferindo um bombardeamento com bombas convencionais durante a Guerra das Malvinas em 1982. Os Valiants foram usados durante a Crise do Canal do Suez também bombardeiro convencional. Os Victors estacionaram no Arquipélago da Malásia para actuar como dissuasor durante os confrontos entre a Indonésia e a Malásia, porém não foram usados em nenhuma missão. O uso dos V bomber como plataforma de armas, nucleares ou convencionais, terminou em 1982.